# Гусев, Владимир Иванович (композитор)
Влади́мир Ива́нович Гу́сев (род. 13 октября 1948, Фрунзе, Киргизская ССР) — композитор; Заслуженный деятель культуры Киргизской Республики (2000).

## Биография
В 1975 г. окончил Ленинградскую консерваторию (класс профессора С. М. Слонимского).
В 1975—2002 гг. преподавал в Киргизском институте искусств имени Б. Бейшеналиевой (с 1993 г. — в Киргизской Национальной консерватории, Бишкек): доцент, заведующий кафедрой композиции, декан теоретико-композиторского факультета. В числе его учеников композиторы Олег Резцов (Украина), Ильдар Милушев (Россия), Валерий Томаренко (Германия), Кубанычбек Осмонов (Киргизия), Татьяна Клочко (Арабские Эмираты); музыковед Ирина Юрьева (Киргизия). Одновременно заведовал музыкальной частью в Русском театре драмы (Бишкек, 1991—2002), был ответственным секретарём Союза композиторов Киргизии (1998—2002).
В 2002—2003 гг. — профессор кафедры теории и истории музыка Тольяттинского института искусств. Заведующий музыкальной частью Театра кукол имени С. В. Образцова (2006—2009), Московского драматического театра на Перовской (2003—2006, с 2009 г.).
Член Союза композиторов СССР / России (с 1980).

### Семья
Отец — Иван Иванович Гусев, мать — Полина Семёновна Гусева.
Жена — Антонина Ивановна Гусева (1951-2019);
- дети — Владимир, Иван, Леся.

## Творчество
Пишет академическую музыку, а также в жанрах эстрадной, джазовой, рок, фолк-музыки. Автор более 50 крупных музыкальных сочинений, музыки к драматическим спектаклям, театрализованным представлениям. Обладает широким диапазоном средств музыкальной выразительности, большим арсеналом композиционных приёмов, органично сочетает интонационные элементы напевы киргизской и русской народной музыки, мотивы современной музыки бытовой сферы.
Им созданы произведения детского учебно-педагогического репертуара (например, транскрипции киргизских мелодий и мелодий разных стран мира для детского фольклорного коллектива «Керемет» детской музыкальной школы им. П. Шубина в Бишкеке).
Многие произведения композитора записаны фондом Гостелерадио, исполнялись на пленумах и съездах Союза композиторов Киргизии, в филармонических концертах, на фестивалях («Астраханские вечера», 1991).

### Избранные сочинения
вокальные
- «Робин-Бобин» (вокальный цикл на стихи английских поэтов, 1970)
- «На отмели без края» (вокальный цикл на стихи французских поэтов, 1971)
- Вокальный цикл на стихи поэтов Антильских островов для женского голоса, флейты и литавры (1977)
- «Ой-ду-ду» (вокальный цикл для детей, стихи Н.Колпаковой; 1971)
- «Ода Ленину» (кантата на стихи В. Блиновой; 1981)
- «Мир земле» (рок-оратория на стихи советских поэтов, 1984)
- Концерт для детского хора, малого симфонического оркестра и ансамбля темир-комузистов (1987)

оперы
- «Судьба отца» (либретто А. Жакыпбекова, А. Жещинского, Б. Жакиева по одноимённой пьесе Б.Жакиева; 1983)
- «Диалог» (рок-опера; либретто А. Жещинского по «Венку сонетов» С. Сусловой; 1984)
- «Прощание с Матёрой» (либретто А. Жещинского и С. Сусловой по одноимённой повести В. Распутина; 1986)

балеты
- «Робот Катерино» (балет для детей по одноимённому рассказу Дж. Родари; 1973)
- «Лже-Нерон» (либретто А. Жещинского по одноимённому роману Л. Фейхтвангера; 1984)

иные театрально-сценические
- «Несусветная комедия» (мюзикл по пьесе Б. Барта и Л. Гэлбарта; 1994)
- «Завещание предков» (музыкально-театрализованное представление; либретто М. Баджиева, 2001)
- «Курманбек» (музыкально театрализованное представление, посвящённое 500-летию одноимённого эпоса; либретто М.Шаршенбаева, 2001)

симфонические
- Симфония в трёх частях (1974)
- Симфоническая увертюра «Жаш ботой» (1980)
- Сюита из музыки к драме Б. Жакиева «Стон тетивы» (1987)
- «Киргизская рапсодия» для оркестра народных инструментов (1985)
- «Отражения» (Зеркала) — симфония для оркестра, хора, джаз-трио и sound track (2002)

концертные
- Концерт для готово-выборного баяна с симфоническим оркестром (1975)
- Концерт для альта с оркестром (1983)
- «Кюу» для флейты и камерного оркестра (1992)

инструментальные
- «SATAN» — музыка для скрипки solo в 7-ми частях (1991)
- Вариации для фортепиано (1970)
- Сюита для фортепиано (1975)
- «PRESTO» для фортепиано (1997)
- Сюита для баяна (1972)

камерные
- Струнный квартет № 1 (1967)
- Струнный квартет № 2 (1968)
- Струнный квартет № 3 (1987)
- Сюита для струнного квартета (1975)
- Музыка для 4-х виолончелей, рояля и солирующего сопрано № 2 (1981)
- Симфония для джаз-трио в 4-х частях (1983)
- Музыка для 4-х виолончелей и рояля № 1 (1969)
- Соната для скрипки и фортепиано (1974)
- Соната для контрабаса и фортепиано (1988)
- Партита для валторны и органа (1970)
- «Диптих» — для двух флейт и рояля (2001)
- Сюита для гобоя и фортепиано (1980)
- Трио для детей (1986)
- «Акварели» — сюита для квартета деревянных духовых инструментов (2000)

музыка к спектаклям
- Киргизского национального академического драматического театра имени Т. Абдумомунова
- Государственного академического русского театра драмы им. Ч. Айтматова
  - «Три сестры» А. П. Чехова (постановка В. Пази)
  - «Калигула» А. Камю (постановка М. Филимонова)
  - «Все в саду» (режиссёр Г. Кириллов)
  - «Антоний и Клеопатра» У. Шекспира (режиссёр М. Байджиев)
  - «Упырь» (по одноимённой повести А. Толстого; постановка В. Пази)
  - «Игрок» (по одноимённому роману Ф. Достоевского; режиссёр В. Пази)
  - «Борис Годунов» А. С. Пушкина (режиссёр В. Пази; 2005).
- Московского драматического театра на Перовской[4]
  - «Оркестр» Ж. Ануя (режиссёр К. М. Панченко; 2004)
  - «Улыбки летней ночи» (по мотивам одноимённого фильма И. Бергмана; режиссёр К. М. Панченко; 2004)
  - «Село Степанчиково и его обитатели» (по одноимённой повести Ф. Достоевского; режиссёр К. М. Панченко; 2004)
  - «Не покидай меня» А. Дударева (режиссёр К. М. Панченко; 2005)
  - «Недоросль» Д. Фонвизина (режиссёр К. М. Панченко; 2005)
  - «Кошкин дом» С. Маршака (режиссёр К. М. Панченко; 2006)
  - «Ночь Гельвера» Ингмара Вилквиста (режиссёр К. М. Панченко; 2006)
  - «Шельменко-денщик» Г. Квитка-Основьяненко (режиссёр К. М. Панченко; 2006)
  - «Чудо Святого Антония» Мориса Метерлинка (режиссёр К. М. Панченко; 2006)
  - «Маскарад» М. Лермонтова (режиссёр К. М. Панченко; 2009)
  - «Виновата ли я?» Е. Шишкина (режиссёр К. М. Панченко; 2009)
  - «Зайка-зазнайка» Сергея Михалкова (режиссёр Вячеслав Букин; 2010)
  - «Фрёкен Юлия» А. Стриндберга (режиссёр К. М. Панченко; 2010)
  - «Клопы» (театральная фантазия на темы В. Маяковского и нашей новейшей истории; режиссёр К. М. Панченко; 2010)
  - «Его донжуанский список» В. Красногорова (режиссёр К. М. Панченко; 2011)
  - «Горе от ума» А. Грибоедова (режиссёр К. М. Панченко; 2011)
  - «Шестое чувство» (по мотивам произведений Н.Гумилёва, режиссёр К. М. Панченко; 2011)
  - «В ожидании Его» М. Хейфеца (режиссёр К. М. Панченко; 2011)
  - «Пропавшие без вести» К.Щербакова (режиссёр Елена Оленина; 2011)
  - «Волшебная сила добра» (по мотивам русских народных сказок, режиссёр К. М. Панченко; 2011)
  - «Царевна-лягушка» Г.Соколовой (режиссёр К. М. Панченко; 2012)
  - «Ревизор» Н. Гоголя (режиссёр К. М. Панченко; 2012)
  - «Отражения» Б. Дубака (режиссёр Виктор Никитин; 2013)
  - «Тарелкин» (по пьесе «Смерть Тарелкина» А.Сухово-Кобылина, режиссёр К. М. Панченко; 2013)
  - «Макбет» В.Шекспира (режиссёр К. М. Панченко; 2013)
- Театра кукол имени С. В. Образцова
  - «Жизнь собачья» (пьеса В. Беляковича по повести «До свидания, овраг!» К. Сергиенко, режиссёр А. Денников; 2007)[5]
  - «Куклы на подиуме» (режиссёр Е. Образцова; 2008)

## Награды и признание
- Заслуженный деятель культуры Киргизской Республики (2000)
- Почётная грамота Министерства культуры Российской Федерации (2011).